# 艾恩斯通 (麻薩諸塞州)
艾恩斯通（英語：Ironstone）是位於美國麻薩諸塞州烏斯特縣的一個非建制地區。

## 地理
艾恩斯通所處的海拔為高於海平面73米（即240英呎），而該地所採用的時區為UTC-5，即北美东部時區（EST）。同時該地設有夏令時間，為UTC-5調快一小時，即UTC-4（EDT）。